# Guaratiba
Guaratiba és un barri de la Zona Oest del municipi de Rio de Janeiro, al Brasil.

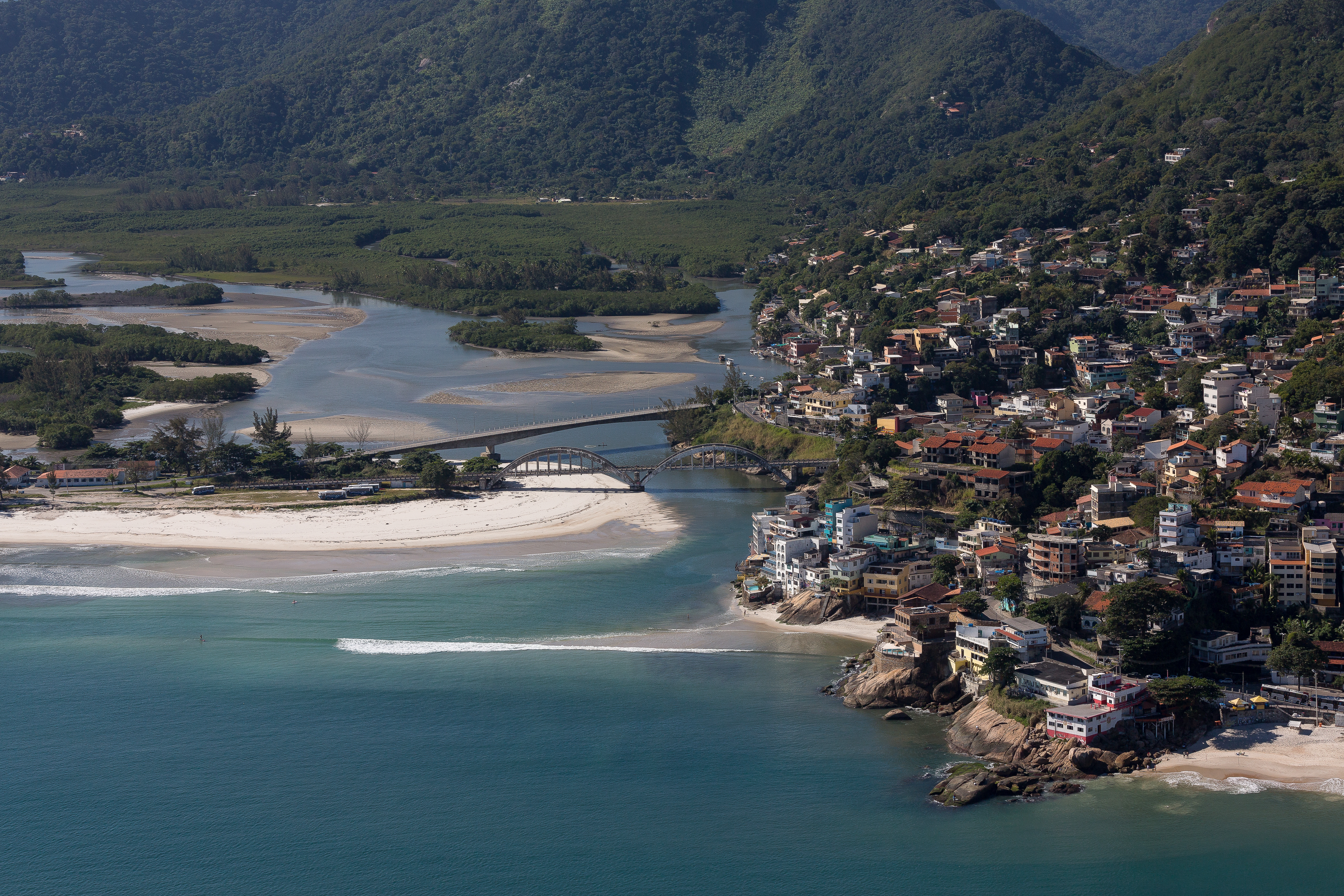
Vista aèria de Guaratiba

El seu IDH, l'any 2000, era de 0,744, el 118 entre 126 barris analitzats en el municipi de Rio. El barri té 13.950,13 ha (139 km²), sent el barri més extens del municipi de Rio, i un dels menys densament poblats.
Els barris de Guaratiba, Pedra de Guaratiba i Barra de Guaratiba pertanyen la XXVI R.A. de Guaratiba, que integra les Regions Administratives de la Ciutat de Rio.
Acull una població predominant de classe mitjana baixa presentant, no obstant això, algunes grans cases, en general destinades a l'estiueig, a més de tenir també algunes petites faveles.
Guaratiba va ser un lloc bastant utilitzat per a localitzacions de ciutats escenogràfiques de telenovel·les com les de la Rede Globo i les de la RecordTV. Dentre elles, de més acordada és la petita ciutat fictícia d'Ala Blanca de la telenovel·la Roque Santeiro de 1985, muntada en les immediacions del barri i que també va aprofitar la vegetació local.

## Toponímia
Regió inicialment anomenada de “Guratiba-Aitinga”, o “Aratuquacima”, és una paraula indígena usada pels tupinambás, que habitaven el litoral a l'època del descobriment.
"Guaratiba" és un terme original de la Llengua tupí que significa "reunió de guarás", a través de la unió dels termes agwa'rá ("guará") i tyba ("reunió").

## Característiques
En els registres pertanyents a São Salvador do Mundo de la freguesia de Guaratiba, consta que la regió de Barra de Guaratiba va començar a ser habitada a partir del març de 1579, quan Manoel Velloso Espina, habitant de Vila dos Santos, que va lluitar al costat d'Estácio de Sá contra els tamoios, va requerir a la Corona portuguesa la donació d'una sesmaria, situada al nord de l'illa anomenada Marambaia da Barra (avui Restinga de Marambaia), al llarg de la costa, amb dues llegües de longitud i altres tantes en direcció al rerepaís, i més una illa de nom Guratiba-Aitinga o Aratuquacima (avui Barra de Guaratiba), amb totes les aigües, entrades i sortides, ja que estaven despoblades, segons instruccions de la seva altesa per a poblar Rio.
El referit ciutadà va justificar la seva petició de donació, al·legant haver fer servir un buc de la seva propietat, i la seva costa, amb la seva gent, més esclaus, amb molta despesa, conquerint per a la Corona Portuguesa el riu Tamoio-Francesos i Cabo Frio, a més d'haver contribuït per a la derrota dels Tamoios al costat d'Estácio de Sá.
La donació va ser concebuda, amb l'exigència de que el donatari poblés les terres en un termini màxim de tres anys, amb els seus hereus, ascendents i descendents, sense cap tribut, a part del delme a Déu i pagat a l'església.
No queda el menor dubte que va començar a partir d'aquella època l'ocupació de les terres de Guaratiba, per l'home blanc, i la formació del seu poble.
A partir de l'any de 1750- cent i setanta-un anys després, Dom Fradique de Quevedo Rondon a l'època donatari de les terres, va donar part d'elles a São Salvador do Mundo da Freguesia de Guaratiba. .
Lloat en notes fetes pel guaratibà Almir de Carvalho, consta que hi ha forts indicis que va ser a Barra de Guaratiba on els invasores francesos van desembarcar el 1710, quan el corsari Duclerc va percebre que no podria vèncer la barrera de foc de la Fortalesa de Santa Cruz, per a penetrar en la Badia de Guanabara. Hi ha forts indicis, també de que la restinga de Marambaia va ser utilitzada com a local de concentració del tràfic de negres del segle xviii.
La investigació va tenir inici quan, estudiant la cultura cafetera a la província, va assabentar-se que el latifundista José Joaquim de Souza Breus es va embrancar-se en el comerç del cafè, adquirint l'illa de Marambaia, lloc utilitzat com a port d'embarcament i desembarcament, i, bastant adequat per acollir embarcacions de negrers.